# Province del Mozambico

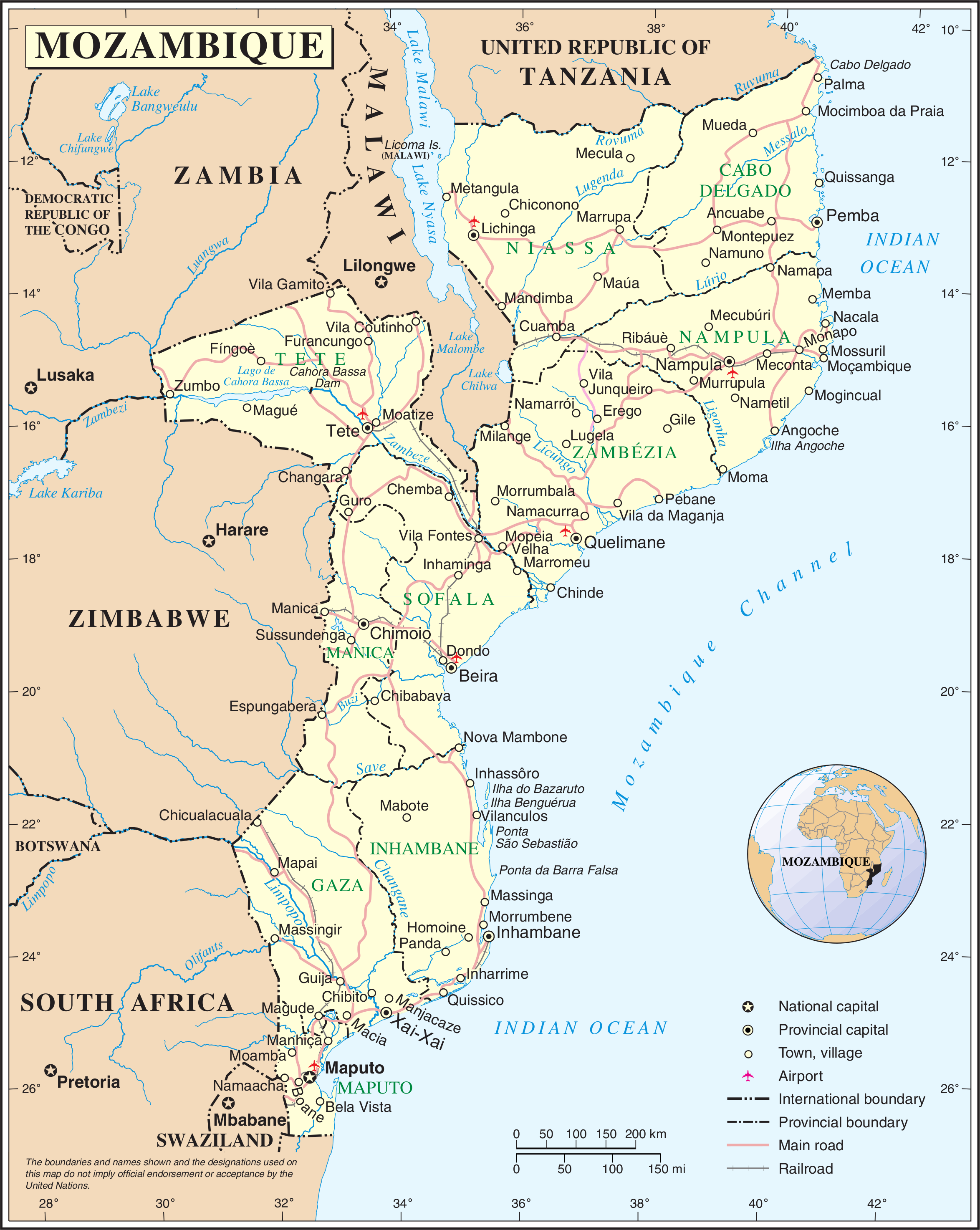
Mappa del Mozambico

Le province del Mozambico sono la suddivisione territoriale di primo livello del Paese e sono pari a 10. La capitale, Maputo, non appartiene ad alcuna provincia, mentre la provincia di Maputo ha per capoluogo Matola. Ciascuna provincia si articola ulteriormente in distretti.

## Lista
| Localizzazione | Provincia                 | Capoluogo | Popolazione (2007) | Superficie (Km²) |
| -------------- | ------------------------- | --------- | ------------------ | ---------------- |
|                | Provincia di Cabo Delgado | Pemba     | 1 632 065          | 82 625           |
|                | Provincia di Gaza         | Xai-Xai   | 1 251 323          | 75 709           |
|                | Provincia di Inhambane    | Inhambane | 1 301 967          | 68 615           |
|                | Provincia di Manica       | Chimoio   | 1 438 476          | 61 661           |
|                | Maputo                    | -         | 1 120 360          | 602              |
|                | Provincia di Maputo       | Matola    | 1 233 143          | 25 756           |
|                | Provincia di Nampula      | Nampula   | 4 049 082          | 81 606           |
|                | Provincia di Niassa       | Lichinga  | 1 182 393          | 129 056          |
|                | Provincia di Sofala       | Beira     | 1 671 864          | 68 018           |
|                | Provincia di Tete         | Tete      | 1 801 528          | 100 724          |
|                | Provincia di Zambezia     | Quelimane | 3 897 064          | 105 008          |